# Jugovići (miasto Loznica)
Jugovići (cyr. Југовићи) – wieś w Serbii, w okręgu maczwańskim, w mieście Loznica. W 2011 roku liczyła 124 mieszkańców.